# Ракишев, Магауия
Магауия Ракишев (1895 — неизвестно) — советский шахтёр-стахановец. Почётный гражданин Караганды.

## Биография
Магауия Ракишев родился в 1895 году.
Начал трудиться ещё в детстве: в 11-летнем возрасте работал пастухом у бая Куржумбаева. Впоследствии работал забойщиком на угольных копях в Экибастузе.
В 1929—1930 годах работал на Казахской железной дороге. С 1931 года трудился на карагандинских шахтах. За выдающиеся организаторские способности был выдвинут на должность бригадира забойщиков на шахте имени Кирова.
Во время Великой Отечественной войны и вплоть до 1956 года продолжал работать на шахте №3-бис — был бригадиром навалоотбойщиков и горным мастером. Был одним из передовиков Карагандинского угольного бассейна, одним из первых стахановцев. В частности, в сентябре 1935 года бригада Ракишева выдала 50 тонн угля за смену при норме в 34 тонны.
Пользовался большим авторитетом в коллективе, охотно делился опытом работы с другими горняками, давал много полезных практических советов.
О трудовых свершениях Ракишева во время войны неоднократно писала областная газета «Социалистическая Караганда».
Был награждён орденами Ленина, Трудового Красного Знамени, носил звание «Почётный шахтёр СССР». Избирался[когда?] в Совет Национальностей Верховного Совета СССР[откуда?].
26 октября 1967 года за большие заслуги в развитии угольной промышленности города, высокую производительность труда на шахтах бассейна, воспитание достойной смены шахтёров был удостоен звания почётного гражданина Караганды.
Дата смерти неизвестна.